# Festival MANCA
El Festival MANCA (Músicas actuales Niza Costa Azul) —en francés, Festival MANCA (Musiques actuelles Nice Côte d'Azur)— es un festival de música clásica contemporánea que organiza en noviembre de cada año el CIRM (Centro internacional de investigaciones musicales) en Niza —en francés, CIRM (Centre international de recherches musicales)—, entidad que integra el Centro nacional de creación musical (en francés, Centre national de création musicale) de Francia, y tiene lugar en dicha ciudad y la región Costa Azul. Según sus organizadores, «desde el recital hasta el gran concierto de orquesta, un amplio repertorio de obras, con o sin electrónica, es presentado» durante el evento junto con músicos contemporáneos. Asimismo, el programa también incluye otras formas de expresión artística (como danza, cine, artes visuales, etc.) y una serie de actividades didácticas a las que puede acceder el público de todas las edades que asiste al festival, incluyendo talleres de iniciación musical para niños (denominados 'mini-manca') y clases magistrales de instrumento.
El Festival MANCA fue creado por el compositor de música contemporánea francés Jean-Étienne Marie y su primera edición tuvo lugar en 1978, diez años después de que dicho artista fundara el CIRM. Según las propias palabras de François Paris, actual director de dicho evento y de la mencionada institución, «la misión del festival MANCA es también, y sobre todo, la de permitirle a una gran público un paseo curioso y delicioso por el camino de la creación. Debemos, en cuanto a nosotros, asegurar el rumbo por la excelencia del nivel de nuestras propuestas a fin de prevenir el salto en el vacío, el accidente de ruta o el aburrimiento, conservando mientras tanto el lado aventurero de la escapada. Nuestro éxito sería total si le fuera posible a cada uno, 'in fine', caminar con placer en confianza sin prohibirse volverse para aprehender la coherencia del rastro». En 2022, el crítico musical Michèle Tosi se refirió al Festival MANCA y destacó la «vitalidad de la creación en el CIRM de Niza».